# 溪桫属
溪桫属（学名：Chisocheton）是楝科下的一个属，为乔木或灌木植物。该属共有约100种，分布于印度、中南半岛、马来西亚、印度尼西亚。